# Lošinj
"Lošinj" (udtale; [ɔ̌ʃiːɲ]; italiensk: Lussino; venetiansk: Lusin, tidligere "Osero"; tysk: Lötzing; latin: Apsorrus; oldgræsk: ψορρος) er en ø i den nordlige del af Adriaterhavet, i Kvarnerbugten. Den ligger næsten lige syd for byen Rijeka og er en del af Primorje-Gorski Kotar distrikt. Byer og bebyggelser på Lošinj omfatter Nerezine, Sveti Jakov, Ćunski, Artatore, Mali Lošinj og Veli Lošinj. - Der er en regional vej langs øen, og færgeforbindelser (via øen Cres) til Brestova - Porozina, Merag - Valbiska, Mali Lošinj - Zadar, Mali lošinj - Pula. Der er også en lufthavn på øen.

## Geografi
Lošinj er en del af øgruppen Cres-Lošinj, som omfatter de to store øer Cres og Lošinj, nogle mindre øer Unije, Ilovik, Susak, Vele Srakane, Male Srakane og en række ubeboede små øer og holme. Cres er den største efter areal, efterfulgt af Lošinj. Cres og Lošinj er forbundet af en lille bro ved byen Osor på Cres. De højeste bjerge er bjergene Televrin (også kaldet Osoršćica) på Nikola (også kaldet Sv. Mikul) på 557 moh. Byerne Nerezine og Sveti Jakov ligger ved foden af dem. Øens grundfjeld er primært dannet af kridt og dolomit. Der er sandlagre i den vestlige del af Kurila halvøen. Lošinj er den 11. største Adriatiske ø efter areal, med en længde på 33 km og en bredde på mellem 4,75 km og 0,25 km nær byen Mali Lošinj. Øens samlede kystlinje er 112,7 km 
Omkring 2.600 solskinstimer om året gør øen til et populært turistmål i sommermånederne, især for nærliggende slovenske, tyske og italienske besøgende. I gennemsnit er luftfugtigheden 70 % og gennemsnitstemperaturerne 24 °C om sommeren og 7 °C om vinteren.
Øen har et mildt klima og stedsegrøn vegetation (som myrte, steneg og laurbær). Men som med andre steder ved Adriaterhavet er Losinj tilbøjelig til en række forskellige vinde. Bora er en nordøstlig vind, der bringer lave temperaturer og tørre luftmasser fra kontinentet, nogle gange med vindstød der er kraftige nok til at vælte tunge køretøjer. Sirocco er en sydlig vind, der stammer fra Sahara, som dog over den relativt lange afstand over Middelhavets varme vand, bliver fugtig, og bringer typisk meget skydække og stormvejr.
Veli Lošinj, Čikat og den sydvestlige kyst er omringet af fyrreskove, mens de højeste punkter i den nordlige del af øen har mere sparsom vegetation.

## Historie
Det første bevis på bosættere fra fastlandet var i 1280. I henhold til en kontrakt med Osor fik deres bosættelser selvstyre i 1389. Navnet Lošinj blev første gang nævnt i 1384. Parallelt med den gradvise tilbagegang af Osor fra 1400-tallet og frem spillede bygderne Veli Lošinj og Mali Lošinj en stadig vigtigere rolle.
I det 18. og 19. århundrede udviklede handel, skibsbygning og søfart på øen sig mere intenst. I 1771 besøgte Alberto Fortis Cres og Lošinj (som dengang hed Osero) og skrev en rejseberetning om sit besøg: Saggio d'osservazioni sopra l'isola di Cherso ed Osero. Efter Republikken Venedigs fald i 1797 blev Lošinj en del af den østrigske provins (kronelandet) Istrien under Campo Formio-traktaten. I 1900 havde befolkningen nået 11.615. I 1921 blev det opgivet til 15.000.
Turisme dukkede op på Lošinj for første gang i 1885 med udseendet af sundhedsturisme. Det første hotel i Lošinj, Vindobona, blev bygget i 1887.
I 1919 blev Lošinj, med dens delvist italienske befolkning, en del af Italien i henhold til betingelserne i Saint-Germain-traktatenn, som bekræftet af Rapallotraktaten fra 1920. Det blev holdt af dem indtil 1943, da det blev besat af tyske Værnemagt og kroatiske tropper under 2. verdenskrig som en del af den operationelle zone Adriaterhavskysten. I 1945 blev øen og resten af Kroatien en del af Jugoslavien, indtil Kroatien erklærede sig uafhængig af den jugoslaviske føderation i 1991.